# オマハ (競走馬)
オマハ (Omaha) とは、アメリカ合衆国とイギリスで調教された競走馬、および種牡馬である。
アメリカの競馬史上3頭目の三冠馬で、アメリカの競馬殿堂入りも果たしている。ブラッド・ホース誌が選ぶ20世紀のアメリカ名馬100選第61位。
父ギャラントフォックスも三冠馬。現時点で親子2代でのアメリカ三冠を達成したのはこの親子のみであり、三冠馬という名称をアメリカのマスコミが使い始めたのは、ギャラントフォックスとオマハ父子の偉業達成があってからである。

## 生涯
1934年6月のアケダクト競馬場の未勝利戦でデビューして2着、続く一般戦で初勝利を挙げた。2歳時はこのほかにも7戦をこなしているが、善戦こそすれど勝つには至らなかった。
翌年、3歳になったオマハは初戦の一般戦に勝ち、前年とは違って幸先の良い滑り出しを見せた。その勢いは衰えず、ウッドワードステークス3着を挟んで挑んだケンタッキーダービーでは後方からまくるとそのまま押し切って優勝。続くプリークネスステークスでは6馬身差の圧勝、ウィザーズステークスの2着を挟んで臨んだベルモントステークスでは、前走で敗れたRosemontやFirethornを相手に勝利、史上3頭目となるアメリカ三冠を達成した。その後もドワイヤーステークスとアーリントンクラシックステークスに勝ち、同年の最優秀3歳牡馬に選ばれた。
4歳になったオマハはイギリスへ移籍している。1936年5月にケンプトンパーク競馬場で行われたヴィクターワイルドステークスに勝ち、イギリスでの初戦、そして芝での初勝利を挙げた。続いて同競馬場のクイーンズプレートにも勝って好調ぶりを見せた。しかし、アスコットゴールドカップ、プリンスオブウェールズステークスといった大競走ではともに2着に敗れ、そのまま現役を引退し種牡馬になった。
種牡馬入りしたものの、ステークスウイナーを7頭出すにとどまった。最後はネブラスカ州でわずか25ドルの種付け料で供用され、1959年に死亡した。遺骸はネブラスカ州オマハのアクサーベン競馬場（Ak-Sar-Ben、1995年に廃止）のウィナーズサークルに埋葬されている。アメリカ競馬名誉の殿堂博物館はオマハの功績を称え、1965年に殿堂馬として選定した。

## 評価

### 主な勝鞍
1934年（2歳）　9戦1勝
1935年（3歳）　9戦6勝
アメリカ三冠（ケンタッキーダービー、プリークネスステークス、ベルモントステークス）、ドワイヤーステークス、アーリントンクラシックステークス
1936年（4歳）　4戦2勝
2着 - アスコットゴールドカップ、プリンスオブウェールズステークス

### 年度代表馬
- 1935年 - 最優秀3歳牡馬

### 表彰
- 1965年 - アメリカ競馬名誉の殿堂博物館に殿堂馬として選定される。
- 1999年 - ブラッド・ホース誌が選ぶ20世紀のアメリカ名馬100選において第61位に選出される。

## 参考資料
- Thoroughbred Champions: Top 100 Racehorses of the 20th Century (2000 著者:ブラッドホース編集部 出版:Eclipse Press ISBN 1-58150-024-6)

2000-2002年に週刊Gallopで連載。大関夏子訳。

## 血統表
| オマハの血統（テディ系 / Ajax 4x4=12.50%） | オマハの血統（テディ系 / Ajax 4x4=12.50%） | オマハの血統（テディ系 / Ajax 4x4=12.50%） | （血統表の出典） | （血統表の出典） |
| 父 Gallant Fox 1927 鹿毛                   | 父の父Sir Gallahad III 1920 鹿毛           | Teddy                                      | Ajax             | Ajax             |
| 父 Gallant Fox 1927 鹿毛                   | 父の父Sir Gallahad III 1920 鹿毛           | Teddy                                      | Rondeau          |                  |
| 父 Gallant Fox 1927 鹿毛                   | 父の父Sir Gallahad III 1920 鹿毛           | Plucky Liege                               | Spearmint        | Spearmint        |
| 父 Gallant Fox 1927 鹿毛                   | 父の父Sir Gallahad III 1920 鹿毛           | Plucky Liege                               | Concertina       |                  |
| 父 Gallant Fox 1927 鹿毛                   | 父の母Marguerite 1920 栗毛                 | Celt                                       | Commando         | Commando         |
| 父 Gallant Fox 1927 鹿毛                   | 父の母Marguerite 1920 栗毛                 | Celt                                       | Maid of Erin     |                  |
| 父 Gallant Fox 1927 鹿毛                   | 父の母Marguerite 1920 栗毛                 | Fairy Ray                                  | Radium           | Radium           |
| 父 Gallant Fox 1927 鹿毛                   | 父の母Marguerite 1920 栗毛                 | Fairy Ray                                  | Seraph           |                  |
| 母 Flambino 1924 鹿毛                      | 母の父Wrack 1909 鹿毛                      | Robert Le Diable                           | Ayrshire         | Ayrshire         |
| 母 Flambino 1924 鹿毛                      | 母の父Wrack 1909 鹿毛                      | Robert Le Diable                           | Rose Bay         |                  |
| 母 Flambino 1924 鹿毛                      | 母の父Wrack 1909 鹿毛                      | Samphire                                   | Isinglass        | Isinglass        |
| 母 Flambino 1924 鹿毛                      | 母の父Wrack 1909 鹿毛                      | Samphire                                   | Chelandry        |                  |
| 母 Flambino 1924 鹿毛                      | 母の母Flambette 1918 鹿毛                  | Durbar                                     | Rabelais         | Rabelais         |
| 母 Flambino 1924 鹿毛                      | 母の母Flambette 1918 鹿毛                  | Durbar                                     | Armenia          |                  |
| 母 Flambino 1924 鹿毛                      | 母の母Flambette 1918 鹿毛                  | La Flambee                                 | Ajax             | Ajax             |
| 母 Flambino 1924 鹿毛                      | 母の母Flambette 1918 鹿毛                  | La Flambee                                 | Medeah F-No.17-b |                  |